# Советский (Северная Осетия)
Сове́тский (осет. Советскæй) — посёлок в Моздокском районе Республики Северной Осетия — Алания. 
Входит в состав муниципального образования «Павлодольское сельское поселение».

## География
Посёлок расположен на левом берегу реки Терек, в центральной части Моздокского района. Находится в 8 км к юго-западу от районного центра Моздок и в 110 км к север-западу от города Владикавказ.
Граничит с землями населённых пунктов: Павлодольская на западе, Луковский на севере и Луковская. На противоположном берегу реки расположено село — Раздольное.
Посёлок находится на Кабардинской равнине в степной зоне республики. Рельеф местности преимущественно волнистый равнинный, со слабыми колебаниями высот. Вдоль долины реки Терек тянутся бугристые возвышенности. Средние высоты на территории посёлка составляют около 140 метров над уровнем моря. Долина реки Терек занята приречными лесами затрудняющими подход к реке.
Гидрографическая сеть представлена в основном рекой Терек. К юго-западу от посёлка, из Терека выходит артерия Терско-Кумского водоканала, которая через Ногайскую степь тянется до реки Кума у села Левокумское в Ставропольском крае.
Климат влажный умеренный. Среднегодовая температура воздуха составляет +10,7°С. Температура воздуха в среднем колеблется от +23,5°С в июле, до -2,5°С в январе. Среднегодовое количество осадков составляет около 560 мм. Основное количество осадков выпадает в период с мая по июль. В конце лета часты суховеи, дующие территории Прикаспийской низменности.

## История
В 1901 году переселенцами из центральных областей Российской империи был основан хутор, который первопоселенцами был назван Стряпчим. В том же году новообразованный хутор был административно привязан к близлежащей станице Павлодольская.
В 1944 году вместе с городом Моздок и его окрестностями, хутор был передан в состав Северо-Осетинской АССР.
В 1960 году со строительством Терско-Кумского канала проходящего вдоль западной окраины хутора, дал толчок для его развития. 
В 1965 году Указом Президиума ВС РСФСР поселок Стряпчево переименован в Советский.

## Население
| 2002 | 2010 | 2021 |
| ---- | ---- | ---- |
| 360  | ↘314 | ↘312 |

Национальный состав
По данным Всероссийской переписи населения 2010 года:
| Народ      | Численность, чел. | Доля от всего населения, % |
| ---------- | ----------------- | -------------------------- |
| русские    | 204               | 65,0 %                     |
| осетины    | 83                | 26,4 %                     |
| грузины    | 6                 | 1,9 %                      |
| кумыки     | 6                 | 1,9 %                      |
| кабардинцы | 5                 | 1,3 %                      |
| украинцы   | 3                 | 1,0 %                      |
| другие     | 7                 | 2,2 %                      |
| всего      | 314               | 100 %                      |

## Образование
- Средняя общеобразовательная школа — ул. Центральная, 2.
- Начальная школа Детский сад № 33 — ул. Зелёная, 6.

## Улицы
| Зелёная |
| Лесная  |

| Полевая   |
| Прогонная |

| Солнечная   |
| Центральная |